# L'Argia
L'Argia je opera skladatelja Antonia Cestija in libretista Giovannija Filippa Apollonija. Premierno so jo uprizorili 4. novembra 1655 v Innsbrucku v počastitev uradnega sprejema kraljice Kristine v katolištvo. 

## Predstavitev
Opero L'Argia, ki je sestavljena iz uvoda in treh dejanj, je komponiral Cesti, libretto pa napisal Apolloni. To je bila prva predstava v Dvornem gledališču v Innsbrucku dne 4. novembra 1655, da bi proslavili obisk švedske kraljice Kristine. Ta opera je doživela naslednjih 20 let mnogo predstav po italijanskih mestih, tudi Benetkah in Sieni, ko so tam odprli novo operno hišo. Na novo so jo zopet postavili na oder na Insbruškem festivalu zgodnje glasbe (Innsbrucker Festwochen der Alten Musik) 1996. 
Dogajanje je postavljeno na otok Ciper, kjer princesa Argia ljubosumno zasleduje nestanovitnega in nezvestega Selina. 

## Ozadje in sprejem premiere
V času priprave opere sta bila tako skladatelj Cesti in pisaetlj Apolloni v službi na dvoru avstrijskega nadvojvoda Ferdinanda Karla v Inomostu: Cesti od 1654, Apoloni od 1653. L'Argia je bila prvi plod njunega opernega sodelovanja. Bila je del celotedenskih slovesnosti novembra 1655 v čast obiska Kristine Švedske, ki je bila na poti v Rim.
3. novembra je torej javno vstopila v katolištvo v Hofkirche v Innsbrucku. Naslednjega večera so predvajali opero L'Argia v nadvojvodovem novem gledališč, ki so ga odprli prejšnje leto in je stalo na mestu današnjega Tiroler Landestheater Innsbruck (Tirolskega deželnega gledališča).
Navzoč je bil tudi angleški katoliški duhovnik in kanonik, ki se je na svojem popotovanju skozi Evropo ravno takrat zadrževal v mestu, John Bargrave; takole je opisal predstavo:
| Angleški izvirnik (John Bargrave) | Slovenski prevod (zapisal kanonik John Bargrave) |
| --- | --- |
| That night she (Queen Christina) was entertayned with a most excellent opera, all in musick, and in Italian, the actors of that play being all of that nation, and, as some of themselves told me, they were seven castrati or eunuchs; the rest were whoores, monks, fryers, and priests. I am sure it lasted about 6 or 7 hours, with most strangely excellent scenes and ravishing musick. | Tisto noč so kraljico Kristino zabavali z izvrstno opero, celotno v glasbi in italijanščini; igralci te predstave so bili vsi Lahi; nekateri so mi povedali, da je bilo sedem skopljencev (tj. kastratov ali evnuhov); ostali so bile vlačuge, menihi, redovniki in duhovniki. Prepričan sem, da je trajalo okrog 6 do 7 ur, z najbolj nenavadnimi in odličnimi prizori ter očarljivo glasbo. |

Kako je pa bila ta izredna opera všeč navzočemu občinstvu, zlasti pa še glavni namembnici, to je, švedski kraljici Kristini? Tudi o tem imamo ohranjeno kratko poročilo, ki pravi: 
| Latinski izvirnik | Nemški prevod | Slovenski prevod |
| --- | --- | --- |
| "Pluries ego, sedens prope Excellentissimum Regis Catholici Legatu, pluries, inquam, audivi Reginam voce intelligibili obstupescetem: vim sententiarum, gravibus ac perdulcibus carminibus, tenerrimae Musicae suavitati accommmodatis, sicuti & composito Musicae carminibus, expressarum; ac omniumpene musicorum rarum dicendi, ac cantandi modum saepe numero perpendendo. Ita certe Majestati suaae, nobilibusque omnibus, omnia latis acclamationibus comendantibus, hoc scenicu spectaculum placuit, ut se nunquam aliud simile perspicisse, neque perspecturos esse, profiterentur." | "Da ich ganz nahe saß (...), hörte ich die Königin wiederholt ihrem Erstaunen Ausdruck geben über die Gewalt der Sprache, deren vollendete Wiedergabe durch die Musik und die seltene Kunst der Sänger und Musiker. Die Königin und die ganze vornehme Gesellschaft spendeten wiederholt lebhaften Beifall und erklärten, daß sie etwas Ähnliches nie gesehen und wohl auch nicht wieder sehen würden." | “Ker sem sedel čisto blizu (odličnega odposlanca katoliškega kralja Pimentela), sem slišal kraljico, kako je ponovno izražala svoje občudovanje nad krepkim jezikom, ki ga je izmenoma dopolnjevala glasba in redka umetnost pevcev in glasbenikov. Kraljica in celotna plemenita družba je spet in spet izražala svoje živo zadovoljstvo, češ da kaj podobnega še nikoli niso videli in za gotovo nikoli več ne bodo videli.“ |

## Vsebina opere
Delo se je začelo s predgovorom, ki ga je sestavljal pogovor med Tejo in Kupidom, ki hvalita kreposti kraljice Kristine. 
Sama opera je imela razkošno odrsko opremo z več baleti ter zbori, ki so bili vključeni v dejanje. Razen Dorisbe, ki jo je zapela Anna Renzi, in kralja Atamanta, ki jo je zapel Cesti sam, so vse glavne vloge, vključno z naslovno vlogo princese Argije, peli moški skopljenci. Izvedba je bila tako uspešna, da so jo ponovili 7. novembra, na noč pred Kristininim odhodom v Rim. To je bil njen uvod v italijansko "dramma per musica". Ko se je naselila v Rimu, je pod vtisom te umetnine postala pomembna pokroviteljica take umetniške oblike. 

## Zasedba
| Igralec/-ka                                                                                             | Vloga                                                        | Čas premiere 4. november 1655 |
| --- | ------------------------------------------------------------ | ----------------------------- |
| Atamante (ciprski kralj)                                                                                | tenor                                                        |                               |
| Antonio Cesti                                                                                           | skladatelj                                                   |                               |
| Dorisba, njegova hči                                                                                    | sopran                                                       | Anna Renzi                    |
| Selin, sin kralja Trakije, toda sedaj Lucimoro, sin Atamanta                                            | kontralt skopljenec                                          | Filippo Bombaglia, "Monello"  |
| Argia, zapuščena žena Selina in princese Negroponta, preoblečena kot mlad hlapec Laurindo               | visoki skopljenski kontralt (en travesti) \|Antonio Pancotti |                               |
| Feraspe, Princ Negroponta in Argijin brat                                                               | kontralt skopljenski                                         | Astolfo Bresciani             |
| Aceste, Feraspejeva last                                                                                | tenor                                                        |                               |
| Sulejman, Selinov varuh v Trakiji                                                                       | bas                                                          |                               |
| Dema, Dorisbina postarna negovalka                                                                      | tenor                                                        |                               |
| Lurcano, sluga kralja Atamanta in norček                                                                | contralt skopljenski                                         | Tomaso Bovi                   |
| Filaura, pevka in vlačuga, Altamantova ljubica                                                          | visoki kontralt                                              |                               |
| Alceo, skopljenec in hlapec Filaure                                                                     | sopran                                                       |                               |
| Osman, star pastir in nekoč varuh Lucimora                                                              | bas                                                          |                               |
| Venera (Venera)                                                                                         | visoki kontralt                                              |                               |
| Nedolžnost (Innocenza)                                                                                  | visoki kontralt                                              |                               |
| mornarji, vojaki, množica (pojejo); pajaci (klovni), angeli (kerubini), duhovi (vile), vojaki (plešejo) |                                                              |                               |